# Metatorbernite
La metatorbernite (simbolo IMA: Mtor) è un minerale raro, un fosfato idrato di uranio e rame, appartenente al gruppo della meta-autunite con composizione chimica Cu(UO2)2(PO4)2 • 8(H2O).

## Etimologia e storia
Il nome deriva dal prefisso greco μετά (dopo, oltre) e da Torbern Olof Bergman (9 marzo 1735 - 8 luglio 1784), chimico, mineralogista e fisico svedese. Il prefisso sta a indicare il minore contenuto di acqua rispetto alla torbernite (Cu(UO2)2(PO4)2 • 8-12(H2O))

## Classificazione
Nella Classificazione Nickel-Strunz la metatorbernite si trova nella classe "8. Fosfati, arseniati, vanadati" e da lì nella sottoclasse "8.E Fosfati e arseniati di uranile"; questa è ulteriormente suddivisa in base al rapporto esistente tra la quantità del complesso uranile (UO2) e del complesso fosfato, arseniato o vanadato (RO4), in modo da essere elencata nel sistema nº 8.EB.10, dove si trova insieme a lehnerite, bassetite, meta-autunite, metakahlerite, metakirchheimerite, metasaléeite, metaheinrichite, metazeunerite, metauramphite, przhevalskite, metalodèvite, metanatroautunite, metanováčekite, metauranocircite e metauranospinite.
Anche nella Sistematica dei lapis (Lapis-Systematik) di Stefan Weiß la metatorbernite è classificata sempre nella famiglia dei "fosfati, arseniati e vanadati" e da lì nella sottofamiglia dei "fosfati/arsenati di uranile e vanadati di uranile con [UO2]2+ - [PO4]/[AsO4]3- e [UO2]2+ - [V2O8]6-, nonché vanadati isotipici (serie della sincosite)", dove forma il "gruppo della meta-autunite" con il sistema nº VII/E.02-060.
Nella classificazione dei minerali secondo Dana, usata principalmente nel mondo anglosassone, la metatorbernite è elencata nella famiglia dei "fosfati, arseniati e vanadati" e successivamente nella sottofamiglia "fosfati idrati ecc., con A2+(B2+)2(XO4) • x(H2O), con (UO2)2+" dove forma il sistema nº 40.02a.13 insieme alla torbernite.

## Abito cristallino
La metatorbernite cristallizza nel sistema tetragonale nel gruppo spaziale P4/n (gruppo nº 85) con i parametri di reticolo a = 6,9756(5) Å e c = 17,349(2) Å e con 2 unità di formula per cella unitaria.

## Proprietà
A causa del suo contenuto di uranio pari a circa il 50,77%, la metatorbernite è fortemente radioattiva. Tenendo conto delle proporzioni degli elementi radioattivi nella formula molecolare idealizzata e dei successivi decadimenti della serie di decadimento naturale, per il minerale viene fornita un'attività specifica di circa 90,88 kBq/g (per confronto, il potassio naturale ha un'attività specifica pari a 0,0312 kBq/g). Il valore indicato può variare in modo significativo a seconda del contenuto di minerali e della composizione degli stadi, ed è anche possibile l'arricchimento selettivo o l'arricchimento dei prodotti di decadimento radioattivo e modifica l'attività.
Se idratata o posta in luogo con molta umidità si trasforma in torbernite; è solubile in acido nitrico (HNO3) e non è fluorescente.

## Origine e giacitura
La genesi è secondaria, come le altre miche di uranio di cui fa parte, o fosfati e arseniati vari di uranio. Si forma nelle zone di ossidazione di alcuni giacimenti uraniferi contenenti rame. La paragenesi è con la meta-autunite, ma prevalentemente con torbernite.
La metatorbernite è stata rinvenuta alla data del 2024 in numerosi siti sparsi per il mondo, pur essendo un minerale non molto diffuso.
Moltissimi i ritrovamenti negli Stati Uniti, in Germania, in Francia e in Repubblica Ceca.
In Italia il minerale è stato trovato: a Giustenice (Liguria); Gromo, Valgoglio, Colico e Dorio (Lombardia); Campiglia Cervo, Bagnolo Piemonte e Mergozzo (per citare solo alcuni siti del Piemonte); Assemini, Capoterra, Sarroch e Olbia (in Sardegna); nella Val di Vizze e a Daone (Trentino Alto-Adige); Campiglia Marittima, Campo nell'Elba e Valle Benedetta (Toscana).
Ritrovamenti anche in Austria, Belgio, Gran Bretagna, Slovacchia, Slovenia e Russia oltre che in Brasile, Cile, Australia, Sud Africa, Zambia e Zimbabwe.

## Forma in cui si presenta in natura
I cristalli sono tabulari bipiramidali di forma quadrata, di grandezza intorno ai 2 cm, oppure piccole lamelle anche di forma quadrata.
Oltre che in cristalli, si ritrova anche in aggregati in scaglie e a forma di rosette; in incrostazioni su torbernite e pseudomorfosi di torbernite.